# أطفال سلفينو

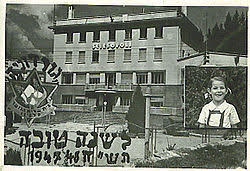

أطفال سلفينو كانت مجموعة تضم حوالي 800 طفل يهودي تيتموا بسبب الهولوكوست. وتم إنقاذهم بعد الحرب العالمية الثانية من حي اليهود الغيتو ومن معسكرات الاعتقال، وتم وضعهم في منزل أطفال فاشي أطلق عليه اسم سيسوبولي في منطقة الألب في مدينة سلفينو في إيطاليا، والذي كان قد تأسس في الثلاثينيات من القرن العشرين ليكون «قصرًا للرياضة» أو صالة ألعاب رياضية ومركز تدريب للرياضيين.
وفي هذا المكان، كان يسمح للأطفال بالاستشفاء البدني والعقلي والروحي من الأزمة التي ألمت بهم، في نفس الوقت الذي كان يتم تعليمهم فيه التعليم العام الذي افتقدوه أثناء سجنهم، بالإضافة إلى تعليمهم الموروثات اليهودية والثقافة اليهودية، من أجل نقلهم في وقت لاحق إلى إسرائيل كجزء من الفارين (Bricha). وكانت إدارة المنزل في يد أعضاء من الوحدة اليهودية الفلسطينية في الجيش البريطاني المتمركزة في شمال إيطاليا تحت قيادة موشيه زيري، بالإضافة إلى تلقيه مساعدة كريمة من العديد من المواطنين الإيطاليين. ومن بدايات عام 1947 وحتى مايو من عام 1948، عندما أصبحت إسرائيل دولة، كانت أماليا (مانيا) شويبس تدير سيسوبولي.
وكان المنزل يخضع للتنظيم على يد منظمة اشتراكية يهودية تطلق على نفسها اسم جوردونيا، وكان شعارها هو شباب بيت العليا (Beit Aliya Hanoar). والعليا تعني بين الارتقاء، أي الانتقال إلى أرض إسرائيل. وقد كانت عبارة عن مركز استعداد، أي كانت بمثابة كيبوتس خارج فلسطين من أجل تدريب "chaluzim"، والتي تعني الرواد من الشباب من أجل الانتقال إلى الأرض المقدسة.
وهناك لافتة على جانب المدرسة تقول:

بين عامي 1945 و1948، تجمع حوالي 800 طفل وشاب، كلهم من أيتام الهولوكوست، في هذا المنزل. وكانوا ناجين من الغيتو ومعسكرات الاعتقال. وهنا، تمت إعادة متعة الشباب والإيمان بالجنس البشري، والتي سلبت منهم. وقد تعلموا لغة أجدادهم، لغة الإنجيل، وتم إعدادهم للحياة في وطنهم، إسرائيل. وهنا، تعلموا كيفية تقدير الخير الذي قدمه الشعب الإيطالي والاعتزاز به.

## كتابات أخرى
- The Story of Selvino's Children: Journey to the Promised Land; Megged, Aharon and Eden, Vivian (translator); Published By Vallentine-Mitchell & Co Ltd.; ISBN 0-85303-397-8,